# Iron River (hrabstwo Bayfield)
Iron River – jednostka osadnicza w Stanach Zjednoczonych, w stanie Wisconsin, w hrabstwie Bayfield.